# Mistrz papieskich ceremonii liturgicznych
Mistrz papieskich celebracji liturgicznych, skrótowo papieski ceremoniarz – główny ceremoniarz Stolicy Apostolskiej, pełniący jednocześnie funkcję kierowniczą w Urzędzie Papieskich Celebracji Liturgicznych, członek najbliższej świty papieża (familiares).
Najstarszym dokumentem potwierdzającym istnienie funkcji mistrza ceremonii jest list Piusa IV z 10 maja 1563, choć istnieją dowody na możliwość powoływania podobnego urzędu już przed X wiekiem. Ostatnie regulacje dotyczące tej funkcji zostały wydane przez Jana Pawła II. Zaliczyć do nich należy przede wszystkim konstytucje: Pastor Bonus (o reformie Kurii Rzymskiej) oraz Universi Dominici gregis o (wakacie Stolicy Apostolskiej).
Do podstawowych zadań mistrza papieskich ceremonii liturgicznych należy przygotowanie wszystkiego co jest związane z liturgią, w której uczestniczy papież lub legat sprawujący funkcję w imieniu papieża. Odpowiedzialność ta dotyczy wszystkich płaszczyzn liturgii począwszy od przygotowania modlitewników i mszałów dla uczestników, poprzez przygotowanie i rewidowanie liturgii (by była zgodna z potrzebami, wymaganiami i obowiązującymi kanonami), a skończywszy na asystowaniu papieżowi w czasie liturgii.
Do zadań szczególnych papieskiego ceremoniarza należy również:
- odpowiedzialność za celebrację konsystorza
- odpowiedzialność za zakrystię Watykanu i wszystkie kaplice znajdujące się w jego obrębie
- asystowanie kamerlingowi w czasie oficjalnego stwierdzenia śmierci papieża
- kierowanie pogrzebem papieża
- zamknięcie kardynałów na konklawe (tzw. Extra omnes)
- na konklawe zaświadczenie i sporządzenia aktu notarialnego stwierdzającego przyjęcia przez elekta posługi papieża i wybrania przez niego imienia
- przygotowanie ceremonii inaugurującej pontyfikat.

Mistrz papieskich ceremonii liturgicznych mianowany jest przez papieża na okres pięciu lat.

## Lista głównych ceremoniarzy papieskich

### Prefekt ceremonii papieskich
- 1902–1918: ks. Francesco Riggi
- 1918–1947: ks. Carlo Respighi
- 1947–1967: kard. Enrico Dante
- 1968–1970: abp Annibale Bugnini
  - delegato per le ceremonie pontificie (delegat na uroczystości papieskie), pełnił urząd głównego ceremoniarza tymczasowo, na czas reformy liturgii.

### Mistrz papieskich ceremonii liturgicznych
- 1970–1982: kard. Virgilio Noè
- 1982–1987: bp John Magee
- 1987–2007: abp Piero Marini
- 2007–2021: bp Guido Marini
- od 11 X 2021: abp Diego Ravelli